# Alícia Michiel
Alícia o Adelasa (m. després de 1156) va ser la Dogaressa de Venècia per matrimoni amb el dux Domènec Michiel (r. 1117–1130) i la mare del Dux Vitale II Michele. Va ser políticament activa durant el regnat del seu cònjuge, va continuar formant part de la vida política després de la seva abdicació el 1130, i va treballar amb èxit per a l'elecció de Vital II Michele com a Dux.
Donna Alícia és descrita com una dogaressa políticament activa i es diu que va ser la parella del dux Domènec en els seus projectes i ambicions. Com a dogaressa, va encoratjar els gremis, l'artesania i l'art, va protegir organitzacions benèfiques i va rebre ambaixadors. Quan el seu cònjuge va abdicar i va entrar en un monestir l'any 1130, va provocar un escàndol en negar-se a fer-se monja. Va continuar activa en la vida política i hom diu que va actuar com a assessora política de diversos poders a la ciutat. Va fer servir les seves connexions per tal que Vital II Michele fos elegit Dux, un objectiu amb el qual va tenir èxit el 1156.